# Mario Segade
Mario Segade (Parque Chas, Buenos Aires; 24 de febrero de 1966) es un director de escena y guionista argentino.

## Carrera
Mario Segade nació en Parque Chas. Sus primeros trabajos fueron la creación de videoclips, con Gustavo Bellati formaron una dupla talentosa en televisión como autores de ficción. Por Verdad consecuencia, Vulnerables y Resistiré recibieron numerosos premios, entre ellos el Premio Konex de Platino.

## Cine
Guionista
- Comodines (1997)
- La venganza (1999)
- Apariencias (2000)

## Televisión
Guionista
- Verdad consecuencia (1996)
- Vulnerables (1999)
- Cuatro amigas (2001)
- Resistiré (2003)
- Tres padres solteros (2003)
- El Deseo (2004)
- Amar sin límites (2006)
- Al límite (2006)
- Atracción x4 (2008)
- Lo que el tiempo nos dejó (2010)
- El puntero (2011)
- Farsantes (2013)
- Edha (2018)
- Diciembre 2001 (2022)

## Premios
- Martín Fierro 1999: Mejor autor y/o libretista (Vulnerables)
- Martín Fierro 2000: Mejor autor y/o libretista (Vulnerables)
- Martín Fierro 2003: Mejor autor y/o libretista (Resistiré y Tres padres solteros)
- Premio Konex (2011): Diploma al Mérito - Guion de Cine y Televisión
- Premio Konex (2001): Konex de Platino - Guion de Cine y Televisión